# 伯明罕CrossPlex
伯明罕CrossPlex是由阿拉巴馬州伯明罕耗資4600萬美元的建設的室內田徑和水上設施，是西五點附近的阿拉巴馬州博覽會場重建的核心。設施中的200公尺液壓坡度跑道、50公尺游泳池和跳水池供高中和大學隊伍進行訓練和比賽。

## 歷史
在2022年世界運動會期間，伯明翰CrossPlex成為直排曲棍球、花式溜冰、競速溜冰、輪椅橄欖球、水上救生、蹼泳和輕艇水球的比賽場地。